# Azteca cordincola
Azteca cordincola este o specie de furnică din genul  Azteca. Descrisă de Forel în 1921, specia este endemică pentru Bolivia.